# Yaga Hodango
Pour les articles homonymes, voir Yaga et Hodango.
Yaga Hodango est une localité du Cameroun située dans l'arrondissement de Petté, le département du Diamaré et la région de l’Extrême-Nord. Elle fait partie du canton de Malam Petel.

## Population
En 1975, la localité comptait 40 habitants, des Peuls.
Lors du recensement de 2005, on y a dénombré 179 personnes.